# Maria Huntington
Maria Huntington (* 13. März 1997) ist eine finnische Siebenkämpferin, die neben der finnischen Staatsbürgerschaft auch die britische besitzt.

## Sportliche Laufbahn
Erste internationale Erfahrungen sammelte Maria Huntington im Jahr 2013, als sie bei den Jugendweltmeisterschaften in Donezk an den Start ging, ihren Wettkampf dort aber nicht beenden konnte. 2015 erreichte sie bei den Junioreneuropameisterschaften in Eskilstuna mit 5214 Punkten Rang 13 und im Jahr darauf musste sie bei den U20-Weltmeisterschaften in Bydgoszcz ihren Wettkampf erneut vorzeitig beenden. 2017 gelangte sie bei den U23-Europameisterschaften mit 5327 Punkten auf Rang 22 und 2018 belegte sie bei den Europameisterschaften in Berlin mit 5731 Punkten den 19. Platz. Bei den Leichtathletik-U23-Europameisterschaften 2019 in Gävle konnte sie ihren Wettkampf nicht beenden, verbesserte im Anschluss ihre Bestleistung aber auf 6339 Punkte, womit sie sich für die Weltmeisterschaften in Doha qualifizierte, bei denen sie ihren Wettkampf ein weiteres Mal nicht beenden konnte. 2021 wurde sie mit 6318 Punkten Vierte beim Hypomeeting in Götzis und qualifizierte sich über die Weltrangliste für die Olympischen Sommerspiele in Tokio, bei denen sie mit 6135 Punkten auf Rang 17 gelangte.
In den Jahren von 2018 bis 2020 wurde Huntington finnische Meisterin im Siebenkampf.

## Persönliche Bestleistungen
- Siebenkampf: 6339 Punkte, 3. August 2019 in Lappeenranta